# Mesolia bipunctella
Mesolia bipunctella là một loài bướm đêm trong họ Crambidae.